# Wednesday 13
Wednesday 13, de son vrai nom Joseph Poole, est un chanteur et un musicien américain né le 12 août 1976 à Charlotte, en Caroline du Nord.
Après avoir été le chanteur de Maniac Spider Trash, Frankenstein Drag Queens From Planet 13 et des Murderdolls, il forme son propre groupe, Wednesday 13. Il a également formé deux projets parallèles, Bourbon Crow et Gunfire 76.
Il est le représentant d'un sous-genre de punk rock : l'horror punk.

## Biographie

### Jeunesse

Caroline du Nord, l'État d'origine de Wednesday 13

Joseph Poole naît le 12 août 1976 à Charlotte, en Caroline du Nord, aux États-Unis, où les croyances religieuses sont très présentes (la région est surnommée la Bible Belt, la Ceinture de la Bible). Très jeune, il est obligé d'aller à l'église avec sa famille. Enfant calme et sans histoires, il est vu comme "le clown de la classe", avant de se teindre les cheveux en noir au collège, portant des T-shirts représentant des affiches de films d'horreur, ce qui contribuera à le différencier de ses camarades.
Il passe beaucoup de temps à regarder la télévision, et développe un vif intérêt pour le cinéma d'épouvante (son film préféré étant Massacre à la tronçonneuse). Il devient également fan de heavy metal à tendance théâtrale, ses principales influences étant Alice Cooper (avec qui il partagera l'affiche plusieurs fois, bien des années plus tard), Kiss, Mötley Crüe et les Ramones. En 1996, alors qu'il donne naissance au groupe Frankenstein Drag Queens From Planet 13, il décide de se renommer Wednesday 13, en hommage à Mercredi (Wednesday), personnage de la série La Famille Addams, et à "1313 Mockingbird Lane", l'adresse où vivent les protagonistes de la série Les monstres.

### Maniac Spider Trash
La carrière musicale de Poole commence en 1992, en tant que guitariste pour le groupe Psycho Opera (composé du guitariste Abby Normal, du batteur Jeff Washam, du bassiste  Michael Patrick et du chanteur Todd Cage). Poole quitte rapidement l'aventure pour former Maniac Spider Trash comme chanteur-guitariste aux côtés de Abby Normal (de nouveau à la guitare) et Michael Patrick (également en tant que bassiste). Ils sont rejoints par Sicko Zero à la batterie. Poole est le frontman du groupe en 1992 à 1996. Le groupe sort un EP sur cassette intitulé Dumpster Mummies, via Dead Hell Records en 1994. L'année suivante, la formation enregistre un album intitulé Murder Happy Fairytales qui reste inédit. Le groupe se dissout en 1996 et Poole forme aussitôt les Frankenstein Drag Queens From Planet 13.
L'EP Dumpster Mummies est réédité pour la première fois en CD le 5 octobre 2010, tandis que Murder Happy Fairytales sort pour la première fois de manière officielle quelque temps après, en téléchargement uniquement.

### Frankenstein Drag Queens From Planet 13
Poole forme les Frankenstein Drag Queens From Planet 13 en 1996. Le groupe est composé au départ de la même formation que Maniac Spider Trash, mais les guitaristes, bassistes et batteurs changent au fil du temps, laissant Poole comme membre permanent du groupe, composant toutes les chansons et produisant tous leurs albums. Il décide de stopper la formation en 2002 pour rejoindre les Murderdolls.
En mai 2006, Poole annonce une reformation du groupe pour quelques concerts, ainsi que la sortie d'un coffret en édition limitée intitulé Little Box of Horrors, contenant la quasi-totalité de la discographie de la formation.

### Murderdolls
En novembre 2001, alors qu'il joue au sein des Frankenstein Drag Queens From Planet 13, Poole est contacté par Joey Jordison, batteur de Slipknot, afin de rejoindre le groupe parallèle de ce dernier, The Rejects, en tant que bassiste. La formation, créée en 1994 à Des Moines dans l'Iowa, est dirigée par le chanteur Dizzy Draztik, et leur musique est comparable à ce que deviendront les Murderdolls, sans l'aspect horrifique. Le groupe se sépare lorsque Slipknot décroche un contrat chez Roadrunner Records.

### Carrière solo
En 2004, alors que les Murderdolls sont en hiatus (Joey Jordison travaillant avec Slipknot), Poole décide de faire une tournée au Royaume-Uni en mars sous son nom de scène. Pour ces concerts, il fait appel à des membres du groupe d'horror punk Death Becomes You pour l'accompagner.
Après la tournée, Poole rassemble son propre groupe, composé de Piggy D à la guitare, Kid Kid à la basse et Ghastly à la batterie. En novembre, le groupe part en tournée en Europe.
L'année suivante, Poole compose une centaine de nouvelles chansons. Il en choisira quatorze pour son album, intitulé Transylvania 90210: Songs of Death, Dying, and the Dead, qui sortira le 12 avril 2005. Le disque doit à l'origine être publié via le label Rykodisc, mais Poole étant encore sous contrat avec les Murderdolls, l'album sort chez Roadrunner Records. Un clip vidéo est tourné pour le single I Walked with a Zombie, où les membres du groupe sont intégrés à des images du film La Nuit des morts-vivants de George A. Romero. Pour présenter l'album, le groupe part en tournée en Europe, aux États-Unis ainsi qu'au Japon. Ils feront également partie de la programmation du Download Festival au Donington Park, en Angleterre. Au cours de la tournée, Poole propose une vidéo pour la chanson Bad Things, composée d'images filmées sur scène et en coulisses. Le 31 octobre, le groupe assure la première partie de Alice Cooper.
En 2006, Poole se sépare de Roadrunner Records et des musiciens de son groupe, avant de signer un nouveau contrat avec Rykodisc, qui publie l'album Fang Bang le 12 septembre 2006. L'album, enregistré en une semaine, est décrit comme étant moins atmosphérique, plus léger et brut que le précédent. Un clip est tourné pour la chanson My Home Sweet Homicide, qui est également l'occasion de présenter les nouveaux musiciens entourant le leader: Eric Griffin à la guitare, Nate Manor à la basse et Racci Shay à la batterie. La formation part alors une nouvelle fois en tournée à travers les États-Unis et l'Europe.
En 2008, Poole rompt son contrat avec Rykodisc et devient indépendant, publiant lui-même ses propres disques via son propre label, Wednesday 13, LLC. Le troisième album, Skeletons, sort le 29 avril, disponible exclusivement via la chaîne de magasins Hot Topic aux États-Unis. Il sort au Royaume-Uni et dans le reste de l'Europe le 12 mai 2008, via DR2 Records, filiale de Demolition Records avec laquelle Poole a signé un contrat de distribution. Ce disque est considéré par son auteur comme étant le plus sombre et le plus personnel de sa carrière.
À ce moment, son groupe de scène est constitué de Acey Slade (avec qui il a joué au sein des Murderdolls) et J-Sin Trioxin aux guitares et Jonny Chops à la batterie, tandis que Nate Manor est toujours au poste de bassiste. Acey Slade quittera le groupe peu après. Le groupe sillonne une nouvelle fois les États-Unis et l'Europe afin de promouvoir l'album. La même année, Poole propose l'EP Bloodwork, composé d'inédits et de versions acoustiques, ainsi que son premier album live, Fuck It, We'll Do It Live, en CD/DVD, reprenant un concert enregistré au Crocodile Rock à Allentown, en Pennsylvanie. L'année suivante, le groupe donne une petite série de concerts au Japon, ouvrant pour Hanoi Rocks, qui donne alors sa tournée d'adieu.
Durant les quelques années qui suivent, Poole va se consacrer à ses projets parallèles Bourbon Crow et Gunfire 76, ainsi qu'à la reformation des Murderdolls. Durant cette période, il fera une unique tournée sous son nom, en Australie en février 2010. Il proposera le 13 juillet de la même année le vinyle From Here to the Hearse, compilation disponible en édition limitée, comprenant divers titres de son répertoire en solo et de ses projets parallèles, agrémentés d'un inédit, It's A Wonderful Lie. Le 24 décembre, ce dernier titre sera réédité avec la chanson Xanaxtasy en single digital. En mai de l'année suivante, un EP constitué de remixes nommé Re-Animated est proposé aux fans, également de manière digitale. Une partie des ventes de ce dernier seront reversées à la Croix-Rouge américaine .
En 2011, alors que le cycle de reformation des Murderdolls touche à sa fin, Poole revient à sa carrière solo et propose le 11 octobre son quatrième album studio, Calling All Corpses. Le disque est vu comme un retour aux sources, après les tonalités plus metal et heavy de Skeletons et Women & Children Last des Murderdolls. Pour cet album et les concerts qui suivront, Poole s'entoure de nouveaux musiciens: Roman Surman (ancien roadie du groupe, qui a également joué avec Poole au sein de Gunfire 76 et de Bourbon Crow) et Jack Tankersley aux guitares, Troy Doebbler à la basse et Jason "Shakes" West à la batterie. Le groupe tournera aux États-Unis, en Europe ainsi qu'en Australie pour présenter l'album. Le 9 octobre de l'année suivante, Poole propose Spook & Destroy, un EP constitué d'inédits, de remixes et de reprises de son propre répertoire.
2013 marque les vingt ans de carrière de Poole à travers ses différents groupes (dont dix sous le patronyme de Wednesday 13) avec la sortie de son cinquième album studio, The Dixie Dead, le 19 février. Pour la première fois depuis 2006, une vidéo est tournée pour la chanson Get Your Grave On, dans laquelle Calico Cooper, fille d'Alice Cooper, fait une apparition. L'album est reçu de manière favorable auprès des critiques et des fans, tandis que Poole lui-même le considère comme son meilleur album depuis Transylvania 90210: Songs of Death, Dying, and the Dead, ainsi qu'un parfait condensé de son travail. Durant toute l'année, le groupe effectuera plusieurs tournées en Europe, en Australie et aux États-Unis pour promouvoir le disque.
Poole a annoncé plusieurs sorties pour l'année 2014. Tout d'abord, le DVD Scream Britain Scream (à venir début 2014), composé de deux concerts complets (filmés à Londres en octobre 2012 et mars 2013), de séquences en coulisse et autres images filmés par le groupe en tournée. Ensuite, l'album Undead Unplugged (annoncé pour le 3 juin), constitué de reprises de son répertoire en acoustique; la compilation Dead Meat: 10 Years Of Blood, Feathers, and Lipstick (également le 3 juin, en édition limitée), composée d'un CD best-of nommé Best Of The Worst, de deux CD comprenant des démos (Home Sweet Demo-cide, volumes 1 et 2) ainsi qu'un CD de remixes, constitué de l'EP digital Re-Animated (sorti en 2011), agrémenté de nouveaux remixes supplémentaires; et enfin, le vinyle Tunes From The Crypt V.1 également en édition limitée, contenant deux chansons extraites de Undead Unplugged.
Le 13 janvier 2015, il publie son sixième album studio Monsters of the Universe: Come Out and Plague, qu'il décrit comme étant son premier album conceptuel. À la suite de la sortie du disque, le groupe repart en tournée de janvier à mars, aux États-Unis puis en Angleterre. En avril, le batteur Jason "Shakes" West quitte le groupe et est remplacé par Kyle Castronovo, qui avait rejoint le groupe début 2015 en tant que claviériste. Lors de la tournée suivante qui a lieu durant l'été 2015 aux États-Unis, une nouvelle version du dernier album limitée à 500 exemplaires est exclusivement vendue lors des concerts; cette dernière comprend une pochette différente et cinq titres supplémentaires. Le groupe repart ensuite sillonner le nord des États-Unis en octobre, puis l'Angleterre pour deux concerts spéciaux à l'approche d'Halloween, suivis d'une tournée de dix concerts en Europe en novembre, dont une date au Divan du Monde à Paris.
Après avoir officié en tant qu'artiste indépendant pendant près d'une décennie, Wednesday annonce en février 2017 sa signature avec le label metal Nuclear Blast pour la sortie de son septième album Condolences, à paraître le 2 juin 2017. L'album est produit par Chris "Zeuss" Harris, déjà responsable de l'album Women & Children Last des Murderdolls (à noter que c'est le premier album solo de Wednesday qui n'est pas produit par ce dernier).

### Bourbon Crow
En 2005, Poole, sous le pseudonyme de Bourbon Buck, crée avec son bassiste d'alors Rayen Belchere (Kid Kid), ici renommé Jessie Crow, un groupe de outlaw country baptisé Bourbon Crow. Le duo cite Johnny Cash, Willie Nelson et Merle Haggard comme principales influences. Les thèmes abordés dans les paroles des chansons sont l'alcool, le sexe et la mort, mais de manière satirique et souvent comique. Poole insiste cependant  sur le fait que ce groupe n'est en rien une parodie. À ce jour, le groupe a sorti deux albums : Highway To Hangovers (2006) et Long Way To The Bottom (2009), distribués par Horror High, label dirigé par le manager de Poole, Jon Nelson.
En 2007, une tournée au Texas est programmée afin de promouvoir le premier album, mais est annulée à la suite de l'accident de voiture de Poole, survenu lorsqu'il rentrait des répétitions de cette même tournée. En mai 2009, le groupe donne des concerts aux États-Unis pour présenter leur second disque. Sur scène, Poole et Belchere assurent ensemble le chant et la guitare acoustique, rejoints pour l'occasion par Nate Manor à la basse et Roman Surman à la guitare électrique.
Le 2 juillet 2015, Bourbon Crow lance une campagne de financement participatif sur Kickstarter afin de financer le nouvel album du groupe, Off The Wagon & On The Rocks. En seulement 12 heures, le duo a récolté les 6000 dollars nécessaires à sa réalisation, et pour faire patienter les fans, fait paraître en téléchargement sur iTunes et Amazon un EP composé de démos intitulé Demos That Didn't Quite Make It.

### Gunfire 76
En 2009, Poole s'associe avec Todd Youth du groupe The Chelsea Smiles (en) afin d'écrire des chansons pour un futur projet commun. Lors d'interviews, il affirme vouloir créer une formation au son glam rock plus classique, sans aucun thème horrifique, et cite Kiss, les New York Dolls, les Stooges et les Dead Boys comme influences principales.
Leur premier et unique album à ce jour, Casualties & Tragedies, sort le 6 octobre 2009. Le disque doit être originellement produit par Howard Willing, mais le projet est annulé à cause d'incompatibilités d'emplois du temps. Poole le produira finalement lui-même.
En novembre de la même année, la formation donne une série de concerts aux États-Unis avec le groupe Bullets and Octane en première partie, puis en Angleterre le mois suivant. Pour la scène, le groupe est composé de Poole au chant, de Roman Surman et Dave Muselman à la guitare, de Scott Whalen à la basse et de Rob Hammersmith à la batterie, Youth ne faisant pas partie du projet à cause de son implication dans d'autres engagements.
Le projet est pour le moment mis de côté, Poole préférant se consacrer à sa carrière solo, mais évoque quelquefois en interview son désir d'écrire un deuxième album dans le futur.

### Autres projets
En 2004, alors que les Murderdolls sont en suspens à la suite du retour de Joey Jordison au sein de Slipknot, il crée avec l'aide de Roxanne, son épouse d'alors, une série de personnages baptisés les Thirteen Dead Kids, dont les designs seront disponibles sous forme de T-shirts, sacs, autocollants, patches et autres accessoires. Poole affirme également travailler sur un livre basé sur ces personnages, dont le titre aurait été Wednesday 13's The Thirteen Dead Kids and Other Gruesome Scarytales, mais l'idée est abandonnée à cause du manque d'intérêt des maisons d'éditions pour le projet, ainsi qu'à cause de son implication grandissante dans sa carrière solo alors naissante.
Poole a souvent évoqué en interview son désir de se lancer dans la réalisation de films, à la manière de Rob Zombie. En novembre 2007, lors d'une période de temps libre avant d'entamer une tournée en Europe, Poole réalise, avec son ancien manager Jon Nelson, un petit film d'une demi-heure nommé Weirdo A Go-Go, où il tient la vedette aux côtés de marionnettes. Ces saynètes sont entrecoupées d'images de vieux films d'épouvante tombés dans le domaine public. Il sort en DVD le 5 février 2008. Depuis, Poole a souvent manifesté le souhait de réaliser un deuxième épisode.
Au début de l'année 2013, lors de la sortie de son cinquième album solo The Dixie Dead, il affirme travailler sur le scénario d'un film d'horreur basé sur le concept de l'album, mais l'idée a pour le moment été mise de côté au profit de ses futurs projets musicaux.
En 2015, il enregistre des chœurs sur une reprise de la chanson Mistress of Taboo des Plasmatics, présente sur l'album I Worship Chaos du groupe Children of Bodom.

### Vie personnelle
Poole réside actuellement dans un appartement à Los Angeles, Hollywood depuis 2010, où il a aménagé son propre studio d'enregistrement. Lors de son temps libre, il aime écrire des chansons, regarder la télévision pendant de longues heures, et collectionner toutes sortes de jouets et figurines.
Il est le père d'une fille prénommée Zoie Starr, à qui il dédie la chanson We All Die sur l'album Calling All Corpses. Elle vit en Caroline du Nord avec sa mère Roxanne, ex-femme de Poole.
Le 9 septembre 2007, alors qu'il rentre des répétitions de la future tournée au Texas de Bourbon Crow, Poole est victime d'un accident de voiture. Il en résultera une fracture de la cheville et de la clavicule. Des photos du véhicule accidenté sont visibles à l'intérieur de la pochette de l'édition américaine de l'album Skeletons, sorti l'année suivante.
Le 11 mars 2011, Poole se trouve au Japon lors d'une tournée avec les Murderdolls pendant l'accident nucléaire de Fukushima. Il cite cette journée comme étant la plus terrifiante de toute sa vie. Afin d'apporter son soutien aux japonais, il publie sur iTunes un EP composé de remixes nommé Re-Animated, dont une partie des bénéfices sont versés à la Croix-Rouge américaine.

## Discographie

### Discographie solo

#### Albums studio
- 2005 : Transylvania 90210: Songs of Death, Dying, and the Dead
- 2006 : Fang Bang
- 2008 : Skeletons
- 2011 : Calling All Corpses
- 2013 : The Dixie Dead
- 2015 : Monsters of the Universe: Come Out and Plague
- 2017 : Condolences
- 2019 : Necrophaze
- 2022 : Horrifier
- 2025 : Mid Death Crisis

#### Autres
- 2005 : I Walked With a Zombie (Single promotionnel)
- 2005 : Bad Things (Single promotionnel)
- 2008 : Bloodwork (EP)
- 2008 : Fuck It, We'll Do It Live (Album live)
- 2010 : From Here to the Hearse (Compilation au format vinyle)
- 2010 : Xanaxtasy (Single, uniquement disponible en téléchargement)
- 2011 : Scream Baby Scream (Ghost Boo-Ty Mix) / Xanaxtasy (Split single)
- 2011 : Re-Animated (EP de remixes, uniquement disponible en téléchargement)
- 2011 : Something Wicked This Way Comes (Single, uniquement disponible en téléchargement)
- 2012 : Spook & Destroy (EP)
- 2014 : Undead Unplugged (Album acoustique)
- 2014 : Dead Meat: 10 Years Of Blood, Feathers, & Lipstick (Compilation de 4 CD comprenant best-of, démos et remixes)
- 2014 : Tunes From The Crypt V.1. (Single au format vinyle comprenant deux chansons tirées de l'album Undead Unplugged)
- 2014 : Trick Or Treat... We're Going To Kill You (Single digital)
- 2015 : Keep Watching The Skies (Single digital)
- 2015 : Serpent Society (Single digital)
- 2017 : What the Night Brings (Single digital)
- 2017 : Cruel To You (Single digital)
- 2017 : Condolences (Single digital)
- 2019 : Decompose (Single digital)
- 2019 : Bring Your Own Blood (Single digital)
- 2019 : Necrophaze (Single digital)
- 2019 : Films (Featuring Calico Cooper) (Single digital)
- 2020 : Monster feat. Cristina Scabbia) (Single digital)
- 2020 : Bad Things (Compilation)
- 2020 : The Hearse (Single digital)
- 2020 : The Warner Years (Compilation)
- 2020 : Devil Inside (Single digital)
- 2021 : Necrophaze: Antidote (EP digital)
- 2022 : You're So Hideous (Single digital)
- 2022 : Insides Out (Single digital)
- 2022 : Good Day To Be a Bad Guy (Single digital)
- 2025 : When The Devil Commands (Single digital)
- 2025 : In Misery (Single digital)

#### DVD
- 2008: Weirdo A Go-Go
- 2008: Fuck It, We'll Do It Live
- 2014: Scream Britain Scream
- 2017: South Of Hell: 666 Days On The Road

### Discographie avec ses autres groupes

#### Maniac Spider Trash
- 1994 : Dumpster Mummies
- 1995 : Murder Happy Fairytales

#### Frankenstein Drag Queens From Planet 13
- 1996: The Late, Late, Late Show
- 1998: Night Of The Living Drag Queens
- 2000: Songs From The Recently Deceased
- 2001: Viva Las Violence
- 2004: 6 Years, 6 Feet Under The Influence (Compilation)
- 2006: Little Box Of Horrors (Coffret comprenant les quatre premiers albums, ainsi qu'un CD constitué d'inédits et de raretés)
- 2007: Rare Treats

#### Murderdolls
- 2002: The Right To Remain Violent (EP)
- 2002: Beyond The Valley Of The Murderdolls
- 2010: My Dark Place Alone (Single)
- 2010: Summertime Suicide (Single)
- 2010: Women And Children Last
- 2020: White Wedding

#### Bourbon Crow
- 2006: Highway To Hangovers
- 2009: Long Way To The Bottom
- 2015: Demos That Didn't Quite Make It (EP de démos disponible en téléchargement)
- 2015: Off The Wagon & On The Rocks
- 2019: D.U.I. Live from Toronto

#### Gunfire 76
- 2009: Casualties & Tragedies

#### Apparitions d'invités
- 2010: Stoneman - Zombie Zoo (de l'album Human Hater)
- 2015: Children of Bodom - Mistress of Taboo (Plasmatics cover) (de l'album I Worship Chaos) (avec Kim Dylla de Gwar)
- 2018: DevilDriver - If Drinkin' Don't Kill Me (Her Memory Will) (George Jones cover) (de l'album Outlaws 'til The End, Vol. 1)
- 2019: The 69 Eyes - The Last House on the Left (de l'album West End) (avec Dani Filth de Cradle of Filth et Calico Cooper)
- 2025: Dead Rabbitts - Hellscape (avec Escape the Fate, Stitched Up Heart, Judge & Jury et Wednesday 13)
- 2026: Lord of the Lost - I Hate People (de l'album OPVS NOIR Vol. 3)

## Filmographie
- Natural Born Weirdos (1998) - Himself
- Beyond the Valley of the Murderdolls Deluxe edition DVD (2002) - Himself
- Dawsons Creek (2002) - The Band (Episode: "Living Dead Girl")
- The Transvestite Chainsaw Massacre (2006) - Himself
- Type O Negative: Symphony for the Devil (2006) - Himself (Cameo appearance) (Uncredited)
- Women and Children Last Deluxe edition DVD (2010) - Himself
- That Metal Show (2012) - Himself - Stump the Trunk contestant (Episode: Alice Cooper/Jack Russell)
- Bite School (2015) - Himself
- Groovey.TV's Celebration of Badassery Interview Series: The Wednesday 13 Interview Episode (2016)
- Music Interview Corner: Webisodes: The Wednesday 13 in Los Angeles Episode (2018)
- Opinions and Beer: The Wednesday 13 Interview - Saint Arnolds Brewery Episode (2019)
- Killer Waves 2 (2020) - Himself
- The History of Metal and Horror (2021) - Himself
- The Chronicles of Podcast: The Chronicles of Wednesday 13 Podcast Episode (2022) - Himself

### Apparitions sur la bande originale
- Night of the Demons (2009) (performer: "Gimme Gimme Bloodshed")
- NHL 12 - (2011) (performer: "Whatever You Got, I'm Against It")
- The Cine-Masochist (2012) (performer: "Bored 'Til Death")

## Style musical
La musique de Wednesday 13 est généralement classée dans la catégorie de l'horror punk, à cause des nombreuses références au cinéma d'horreur  dans les paroles, comme ceux de George A. Romero, de Lucio Fulci ou de Dario Argento, sans oublier ceux d'Ed Wood (à qui Poole dédie son premier album solo Transylvania 90210: Songs of Death, Dying, and the Dead). Dans ces chansons, il y a également beaucoup d'humour noir et de jeux de mots morbides, et plusieurs thèmes sont abordés de manière récurrente: la nécrophilie, les tueurs en série, la religion, les zombies, vampires, loups garous et autres créatures, et la Mort sous toutes ses coutures.
De manière générale, la musique de Poole est influencée par le shock rock, le punk rock, le hard rock et le glam metal, tout en se rapprochant quelquefois du metal, notamment sur les albums Skeletons, Women & Children Last des Murderdolls, The Dixie Dead et tout particulièrement sur Monsters of the Universe: Come Out and Plague . Avec le groupe Bourbon Crow, il est classé dans la outlaw country, tandis que Gunfire 76 se rapproche du glam rock.

## Tournées
Tout comme les paroles de ses chansons, les noms des tournées de Wednesday 13 sont basés sur le thème de l'humour noir, avec nombre de jeux de mots et références au cinéma d'horreur.
| Date                        | Nom de la tournée                                       | 'Région                         |
| Mars - Octobre 2004         | Graveyard a Go-Go                                       | États-Unis et Europe            |
| Novembre 2004               | Look What The Bats Dragged In                           | Europe                          |
| Avril 2005                  | Wednesday 13's April Ghouls                             | États-Unis et Europe            |
| Avril - Mai 2005            | From Here To Horrorwood                                 | États-Unis                      |
| Mai - Juin 2005             | European Tour (Festivals)                               | Europe                          |
| Septembre 2005              | 6 Feet Down Under                                       | Australie                       |
| Septembre - Octobre 2005    | Damned in Japan                                         | Japon                           |
| Octobre 2005                | Haunted Halloween West Coast Mini                       | États-Unis                      |
| Novembre 2005               | Tour from the Crypt                                     | États-Unis                      |
| Juillet - Octobre 2006      | Till Death Do Us Party                                  | États-Unis et Europe            |
| Janvier - Février 2007      | Wednesday 13's American Werewolves                      | États-Unis                      |
| Mars - Mai 2007             | Wednesday 13's European Werewolves                      | États-Unis                      |
| Juin - Juillet 2007         | MonsTour                                                | États-Unis                      |
| Octobre 2007                | Ghouls on Parade                                        | États-Unis                      |
| Novembre 2007               | Fan Bang                                                | Europe                          |
| Janvier - Mars 2008         | SkeleTour                                               | États-Unis et Europe            |
| Février - Mars 2009         | For Those About to Rot                                  | États-Unis                      |
| Mars 2009                   | March of the Damned                                     | Japon et États-Unis             |
| Février 2010                | Valentine's Massacre Down Under                         | Australie                       |
| Octobre 2011 - Janvier 2012 | Something Wicked This Way Comes                         | États-Unis et Europe            |
| Février - Mars 2012         | Soundwave Festival                                      | Australie                       |
| Eté 2012                    | Summer of Blood                                         | États-Unis                      |
| Octobre - Novembre 2012     | Spook & Destroy                                         | Europe                          |
| Février - Mars 2013         | Curse The Living                                        | États-Unis et Europe            |
| Mai - Juin 2013             | Too Fast For Blood                                      | États-Unis                      |
| Septembre - Novembre 2013   | For Those About To Rot                                  | États-Unis, Australie et Europe |
| Mai 2014                    | Undead Unplugged: An Acoustic Evening With Wednesday 13 | Angleterre                      |
| Novembre 2014               | Undead Unplugged: An Acoustic Evening With Wednesday 13 | États-Unis                      |
| Janvier - Février 2015      | Monsters of the Universe: U.S. Invasion                 | États-Unis                      |
| Mars 2015                   | Monsters of the Universe: U.K. Invasion                 | Angleterre                      |
| Juillet - Août 2015         | Invasion: Earth Tour                                    | États-Unis                      |
| Octobre 2015                | Blood, Guts & Gore Tour 2015                            | États-Unis                      |
| Octobre 2015                | Weekend Of Horrors                                      | Angleterre                      |
| Novembre 2015               | Astro Psycho European Tour 2015                         | Europe                          |